# Зоран Заев
Зоран Заев е политик от Република Северна Македония, министър-председател на страната от 1 юни 2017 до 3 януари 2020 и от 31 август 2020 г. до 16 януари 2022 г.

## Биография

### Ранни години и образование
Родителите на Заев са от село Муртино, Струмишко. Заев завършва основно и средно образование в родния си град. Завършва Икономическия факултет на Скопски университет през 1997 г., а след това постъпва като магистър в същия факултет, по парична икономика. Говори свободно английски и южнославянски езици.

### Професионален път
Заев преминава през различни позиции в своето професионално развитие: служител и директор в търговското предприятие „Търгопродукт“, Струмица (1997 – 2003), като междувременно той е член на УС на „Щеделница Пеон“, Струмица (1998 – 2003), член на УС на ИГМ „Еленица“, Струмица (2001 – 2003). Председател на УС на „Комуналец“, Струмица (2000 – 2003).

### Политическа кариера
Заев е член на СДСМ от 1996 г. В продължение на 2 мандата е член на председателството на общинската организация на СДСМ в Струмица. От 1996 г. активно участва във всички избори.
През ноември 2002 г. става член на централния комитет на СДСМ, депутат е в Събранието на Република Северна Македония в периода 2003 – 2005 г. На местните избори през 2005 г. става кмет на Струмица. На 17 юли 2008 г., поради съмнение за злоупотреба със служебно положение при изграждането на търговския център „Global“, е арестуван заедно с още петима негови сътрудници. Случаят е приключен след помилване от президента Бранко Цървенковски, с което Заев и неговите сътрудници са пуснати на свобода. Заев е назначен за изпълняващ длъжността председател на СДСМ през септември 2008 г. след състоял се партиен конгрес. На местните избори през 2009 г., той за втори път е избран за кмет на община Струмица. След завършване на президентския мандат на Цървенковски през 2009 г., Цървенковски се връща начело на СДСМ, а Заев става заместник-председател на партията. През юни 2013 г., Зоран Заев е избран за председател на СДСМ след оставката на Цървенковски, заради лошия изборен резултат на местните избори през 2013 г.
Заев претърпява поражение на парламентарните избори през 2014 г., след което обвинява избирателната комисия и решава неговата партия да действа като извънпарламентарна опозиция.
След предсрочните избори през 2016 г., партията на Заев формира парламентарно мнозинство с депутати от ДСИ, Движение Беса и Алианс за албанците.
През първата половина на 2015 г. Заев публикува телефонни разговори, за които твърди, че са били записани от УБК по поръчка на Никола Груевски и Сашо Миялков като част от подслушване на 20 хиляди северномакедонски граждани. Същите са основание за наказателно разследване за злоупотреба със служебно положение срещу ръководството на ВМРО-ДПМНЕ. Поради публикуването на записите, Заев през април е обвинен в насилие към представители на висшите държавни органи, а бившият разузнавач Зоран Верушевски и негови хора от МВР са обвинени в опит за преврат. При публикуването на записите, прокуратурата отваря дело срещу Заев под името „Подкуп“, в което Заев е заподозрян за получаване на подкуп от Струмишкия бизнесмен Иван Николов от около 164 хиляди евро за получаване на разрешение за изграждане на църква.
Заев, като представител на СДСМ, е участник в преговорите за преодоляване на политическата криза между лидерите на най-големите македонски партии с чуждестранни посредници. Заев подписва Пържинският договор, който предвижда служебно правителство за организиране на предсрочни парламентарни избори през 2016 г. През април 2016 г. президентът Георге Иванов взима решение за помилване на 56 души, включени в разследването, между които Груевски и Заев, но по-късно решението е оттеглено поради натиск от местната и международната общественост. След изборите през декември 2016 г., Заев формира парламентарно мнозинство между партиите на СДСМ, ДСИ, Беса и Алианс за албанците. На 17 май 2017 г. той става мандатоносител, след като Иванов му възлага мандата за сформиране на новото правителство.
- 2003 – 2005 – депутат в Събранието на Република Северна Македония
- 2005 – декември 2016 – кмет на община Струмица[2]
- 19 септември 2008 – май 2009 – и.д. председател на СДСМ
- май 2009 – юни 2013 – заместник-председател на СДСМ
- 2 юни 2013[3] – 15 декември 2021[4] – председател на СДСМ.

### Министър-председател
На 31 май Събранието на Република Македония избира с 62 гласа „За“ кабинета Заев, в който са 25 министри. По време на речта си, Зоран Заев представя програмата за новото управление, в която приоритет ще бъде членството на Република Македония в НАТО и Европейския съюз. Той обещава икономически растеж и край на корупцията от новото, отговорно европейско правителство.
На 20 юни 2017 г. Зоран Заев е на посещение в България, където се среща с Бойко Борисов и Румен Радев. Заедно с Борисов, той поднася цветя на паметника на Цар Самуил в София, като е обявено, че двете държави ще подпишат договор за добросъседство навръх Илинден. Договорът е подписан на 1 август 2017 г. в Скопие.
Правителството на Заев постига през юни 2018 г. Преспанското споразумение с Гърция, съгласно което страната променя името и конституцията си и от февруари 2019 се нарича Република Северна Македония.
След като през октомври 2019 г. Европейският съюз не насрочва дата за начало на преговори за присединяване на Северна Македония Заев декларира намерение за оставка и провеждане на избори. На 3 януари 2020 г. той подава оставка и предава властта на служебното правителство на неговия дотогавашен министър Оливер Спасовски, което трябва да организира предсрочни парламентарни избори на 12 април 2020 г.

### Противоречия

#### Политическите кризи от 2015 година
През януари 2015 г. премиерът Никола Груевски обвини Заев в предполагаем заговор с чуждестранно разузнаване и дипломати за сваляне на правителството и участие в предполагаемия опит за държавен преврат. Впоследствие Заев обвини Груевски в подслушване и незаконно шпиониране на най-малко 20 000 души в страната. Прокурорът от своя страна обвини Заев в изнудване на Груевски и задържа петима души, свързани с това дело. По-късно делото беше прекратено поради недостатъчни доказателства.
След избирането му за президент на СДСМ Заев стана лидер на опозицията. В тази си роля Заев участва през юни 2015 г. в среща с Груевски и Йоханес Хан, комисаря по разширяването на Европейския съюз, за преодоляване на политическата криза. Преговорите доведоха до споразумението от Пржино, което предвиждаше служебно правителство да организира предсрочни избори през април 2016 г. и специална прокуратура, която да разследва скандала с подслушванията. Заев заплаши с бойкот на изборите заради възпрепятстването от Груевски на споразумението от Пржино и реформите в съдебната система и медиите.

#### Коментари за ветото
След българското вето за присъединяването на Северна Македония към Европейския съюз през ноември 2020 г., премиерът Заев каза в телевизионно интервю с журналиста Борян Йовановски по местната телевизия Ти Ви 21, че „разбира се, че му се е искало да покаже среден пръст на българите когато научи за ветото". Този коментар е разкритикуван от български политици като външния министър Екатерина Захариева.

#### Експлоатиране на българофобията по време на избори
Многократно Зоран Заев е бил забелязан да използва антибългарска реторика, за да увеличи шансовете си по време на избори. По време на кметските избори в Струмица през 2013 г. той обвини опонента си, че е българин заради бизнес връзките си в страната. Освен това Заев монтира и банер на кампанията в центъра на Струмица, на който пишеше „Това е Струмица, това не е Благоевград“. Зоран Заев също публикува снимка на този банер в личната си страница във Фейсбук.
По друг повод, по време на местните избори през 2021 г. в Северна Македония, Заев обвинява Данела Арсовска, че е гражданка на България. Според Заев в момента, Арсовска е представител на чужда държава и трябва да се оттегли незабавно, ако обича народа на Скопие. Освен това той добави, че това е унижение за хората от Скопие. Малко след изявлението на Заев, рекламен банер на Данела Арсовска беше вандалски изписан с надпис „Петрич“, отгоре е залепен български град. Отново извода, че Арсовска е българка. Освен това се провеждат две пресконференции на партия СДСМ на Заев, на които са показани българските документи за самоличност на Арсовска. Действията на Зоран Заев и неговата партия са критикувани както в Северна Македония, така и България.

## Семейство
Заев е женен за Зорица Заева, с която имат две деца – Александра и Душко Има един брат – Вице Заев.